# Bluewell (Virginie-Occidentale)
Bluewell est une census-designated place située dans le comté de Mercer, dans l’État de Virginie-Occidentale, aux États-Unis. Lors du recensement de 2020, elle comptait 2 162 habitants.